# Patrick McDonald
 Patrick Joseph "Pat" McDonald (nascut McDonnell, Doonbeg, Comtat de Clare, Irlanda, 29 de juliol de 1878 – Nova York, 16 de maig de 1954) va ser un atleta irlandès de naixement, però estatunidenc d'adopció que va competir a començaments del segle xx.
Especialista en les proves de llançaments, era membre de l'Irish American Athletic Club i treballava al New York City Police Department com a policia de trànsit. Formà part del grup d'atletes irlandesos-americans coneguts com a "Irish Whales".
El 1912 va prendre part en els Jocs Olímpics d'Estocolm, on va disputar dues proves del programa d'atletisme. En el llançament de pes guanyà la medalla d'or, mentre en el llançament de pes a dues mans fou segon, rere Ralph Rose.
Després de l'obligada pausa de la Primera Guerra Mundial McDonald va prendre part en els Jocs d'Anvers, on va disputar dues proves del programa d'atletisme. En la prova del llançament de pes fou quart, mentre en el llançament de pes de 56 lliures guanyà la medalla d'or. Amb 42 anys en el moment de guanyar aquesta medalla d'or es va convertir en l'atleta més veterà en haver guanyat un or olímpic.
Durant la seva llarga carrera esportiva també guanyà 16 campionats nacionals dels Estats Units, el darrer dels quals el 1933, quan ja tenia 55 anys, cosa que el converteix en l'atleta més veterà en haver guanyat un campionat de l'AAU.
El 2012 fou inclòs al National Track and Field Hall of Fame.